# Luc Moullet
Pour les articles homonymes, voir Moullet.
Luc Moullet est un réalisateur, producteur et critique de cinéma français, né le 14 octobre 1937 dans le 13e arrondissement de Paris. Il a tourné près de quarante films, dont de nombreux courts métrages.

## Biographie

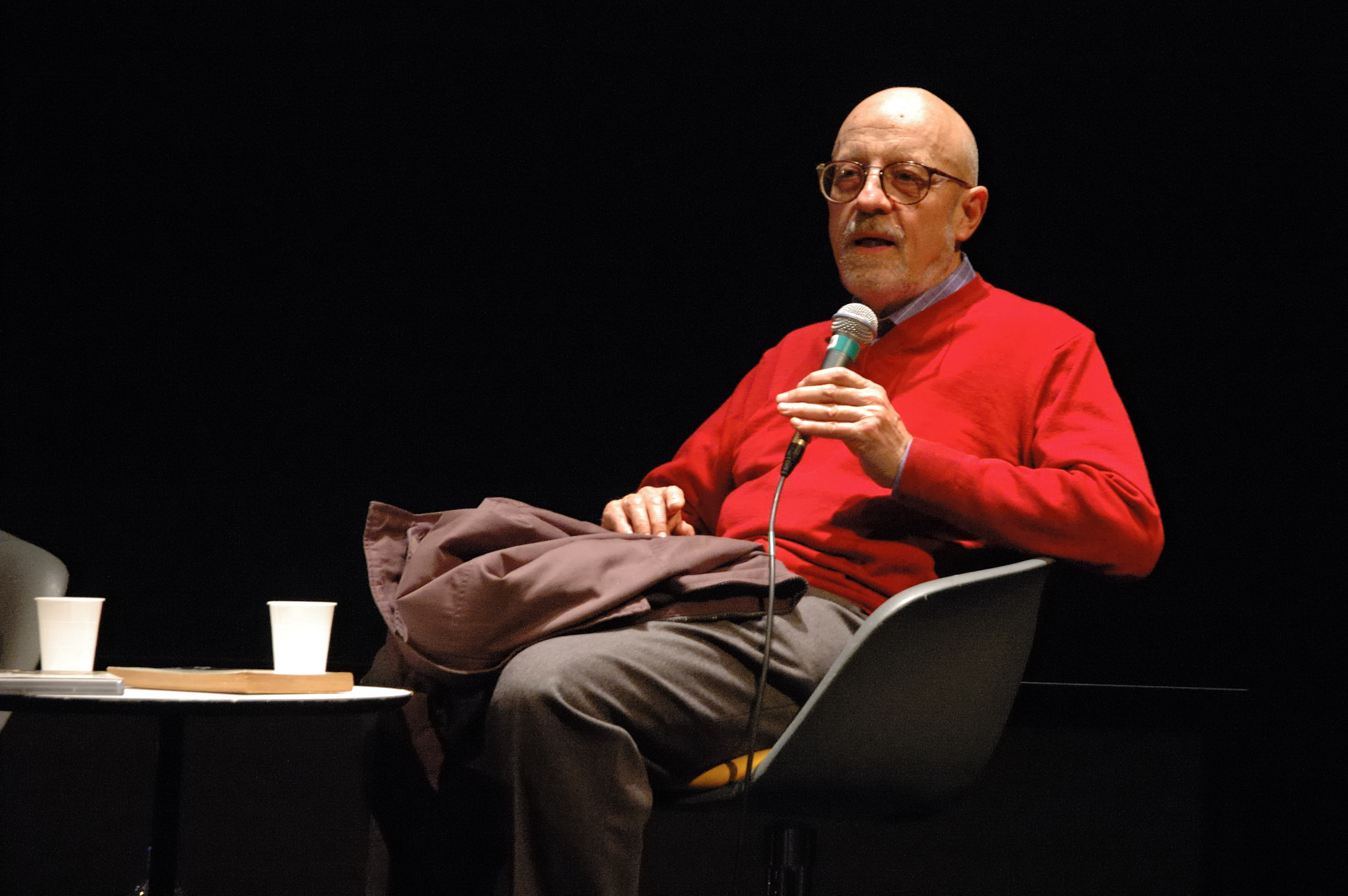
Luc Moullet à la Cinémathèque française en 2008.

Luc Moullet débute comme critique aux Cahiers du cinéma et à l'hebdomadaire Arts en 1956.
Lors du cocktail de lancement d'À bout de souffle, Jean-Luc Godard lui propose de réaliser un court métrage. Ce sera Un steak trop cuit. Le film est tourné chez lui avec son frère dans le rôle principal,.
Son premier long métrage, Brigitte et Brigitte, dans lequel il fait jouer de nombreux réalisateurs dont Claude Chabrol, Samuel Fuller, Éric Rohmer ou André Téchiné, sort en 1966, et déconcerte la critique de cinéma de l'époque, notamment en raison d'un ton pince-sans-rire et d'une construction narrative qui semble confiner à l'absurde, mais qui multiplie, derrière les apparents quiproquos, de multiples effets de sens. Cette profondeur, sous couvert de légèreté et d'humour, sera sa marque de fabrique.
Il produit ensuite La Rosière de Pessac et  Le Cochon de Jean Eustache, ainsi que Nathalie Granger de Marguerite Duras.
En 1971, il connaît un petit succès dans le tiers monde avec Une aventure de Billy the kid.
Dans Anatomie d'un rapport (1975), il pose un regard ironique sur la crise du couple au moment du Mouvement de libération des femmes (MLF). Il montre notamment comment les hommes vivent ces changements.
Il réalise ensuite le documentaire Genèse d'un repas (1977) dans lequel il suit le processus de fabrication d'un certain nombre de produits. Il se rend en Équateur et au Sénégal pour étudier l'économie de produits de consommations quotidiens comme la banane ou le thon.

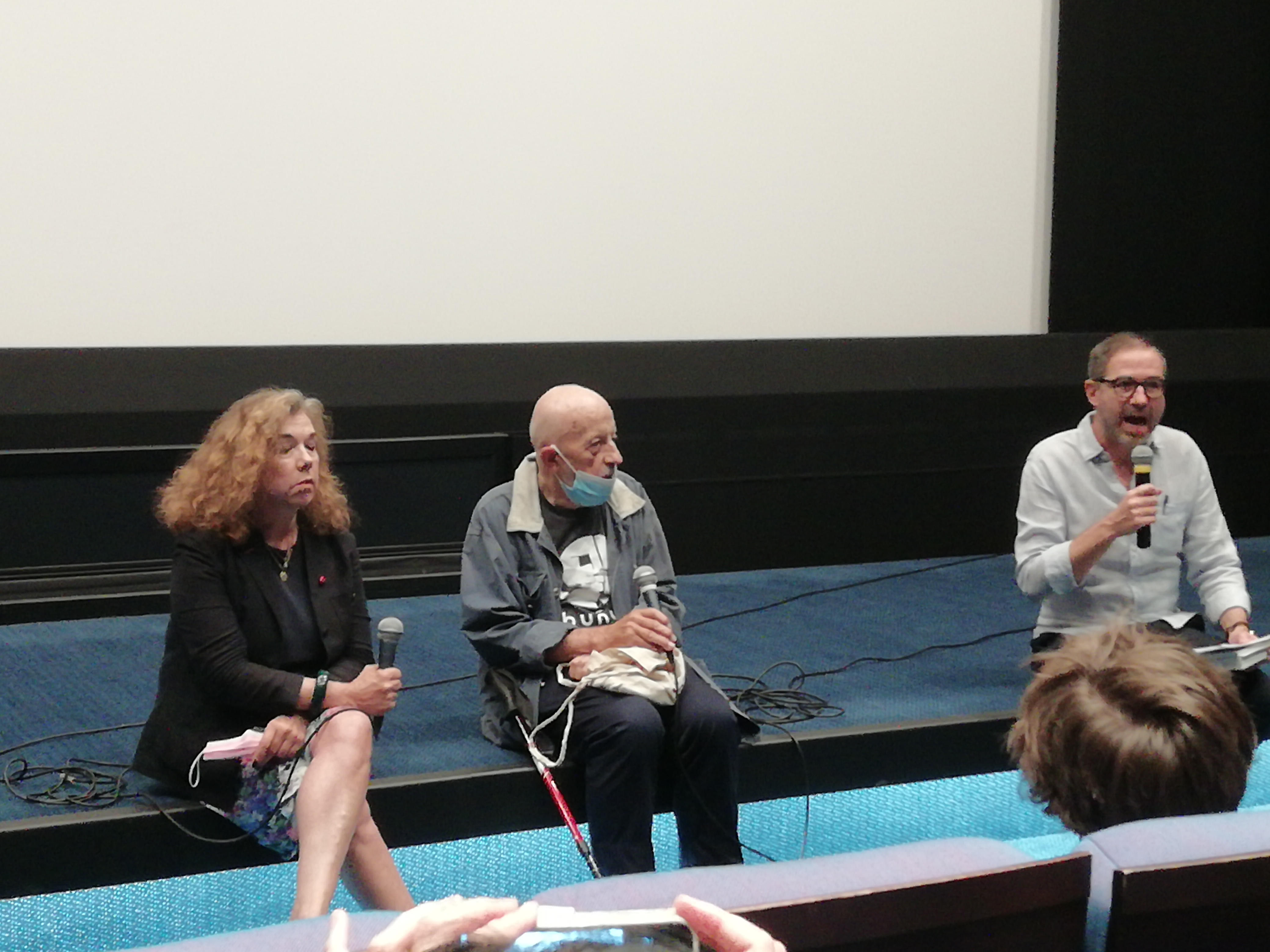
Sabine Haudepin, Luc Moullet et Bernard Benoliel en entretien à la Cinémathèque française, en septembre 2021.

Le Litre de lait est un court métrage autobiographique dans lequel le personnage principal craint de devoir aller chercher du lait chez la femme de l'amant de sa mère.
Dans les années 1990, il réalise des moyens métrages, diffusés dans l'émission L'Œil du cyclone sur la chaîne Canal+, notamment Toujours plus en 1994, Le Ventre de l'Amérique en 1996.
En 2000, le cinéaste Gérard Courant lui consacre un film intitulé L'Homme des roubines.
Du 22 au 29 août 2009, il est l'invité d'honneur des Rencontres Cinéma de Gindou. La même année, le Centre Pompidou lui consacre une rétrospective,.
Une rétrospective de ses films est programmée en sa présence à la Cinémathèque française, du 8 au 30 septembre 2021.

### Famille
Il est le frère du musicien Patrice Moullet (né en 1946).
Il est le compagnon d'Antonietta Pizzorno.

## Reconnaissance
Jean-Luc Godard considère Luc Moullet comme un « Courteline revu par Brecht » et Jean-Marie Straub estime pour sa part qu'il est « le seul héritier à la fois de Buñuel et de Tati ».
Pour Louis Skorecki, Luc Moullet est « un des deux ou trois plus importants cinéastes français de ces quarante dernières années. »

## Filmographie
Sauf indication contraire, les informations mentionnées dans cette section peuvent être confirmées par les bases de données cinématographiques  présentes dans la section « Liens externes ».

### Réalisateur

#### Longs métrages
- 1966 : Brigitte et Brigitte
- 1967 : Les Contrebandières
- 1971 : Une aventure de Billy le Kid
- 1975 : Anatomie d'un rapport
- 1978 : Genèse d'un repas
- 1987 : La Comédie du travail
- 1993 : Parpaillon
- 2002 : Les Naufragés de la D17
- 2007 : Le Prestige de la mort
- 2009 : La Terre de la folie

#### Courts métrages
- 1960 : Un steak trop cuit
- 1961 : Terres noires
- 1962 : Capito ?
- 1981 : Ma première brasse
- 1982 : Introduction
- 1983 : Les Minutes d'un faiseur de film
- 1983 : Les Havres
- 1984 : Barres
- 1986 : L'Empire de Médor
- 1987 : La Valse des médias
- 1988 : Essai d'ouverture
- 1989 : Les Sièges de l'Alcazar
- 1990 : La Sept selon Jean et Luc
- 1990 : AERROPORRRT D'ORRRRLY
- 1991 : La Cabale des oursins
- 1994 : Foix
- 1994 : Toujours plus
- 1995 : Imphy, capitale de la France
- 1996 : Le Ventre de l'Amérique
- 1996 : L'Odyssée du 16/9ème
- 1996 : Le Fantôme de Longstaff
- 1997 : Nous sommes tous des cafards
- 1998 : …Au champ d'honneur
- 2000 : Le Système Zsygmondy
- 2001 : Sans titre
- 2006 : Le Litre de lait
- 2006 : Quelques gouttes en plus
- 2007 : Jean-Luc selon Luc
- 2010 : Toujours moins
- 2010 : Chef-d'œuvre ?
- 2010 : Catherine Breillat : The First Time
- 2010 : Balance et cécité
- 2014 : Assemblée générale

Le DVD Luc Moullet en shorts, regroupe dix de ces courts métrages :
- Un steak trop cuit
- L'Empire de Médor
- Essai d'ouverture
- La Cabale des oursins
- Toujours plus
- Foix
- Le Ventre de l'Amérique
- Le Fantôme de Longstaff
- Le Système Zsygmondy
- Le Litre de lait

### Acteur
- 1960 : Un steak trop cuit de lui-même
- 1961 : Terres noires de lui-même
- 1966 : Brigitte et Brigitte de lui-même
- 1966 : L'Attentat de Jean-François Davy
- 1967 : Les Contrebandières de lui-même
- 1967 : Le Jeune Cinéma : Godard et ses émules de Philippe Garrel
- 1968 : L'amour c'est gai, l'amour c'est triste de Jean-Daniel Pollet
- 1968 : Pano ne passera pas de Ody Roos et Danielle Jaeggi
- 1968 : Les Encerclés de Christian Gion
- 1971 : Une aventure de Billy le Kid de lui-même
- 1971 : Les Matins de l'existence de Christian Gion
- 1971 : Alice, Babar et les 40 nénuphars de Vivianne Berthommier
- 1972 : Le Cabot de Jean-Pierre Letellier
- 1972 : L'Interminable chevauchée de Marie-Christine Questerbert
- 1972 : George qui ? de Michèle Rosier
- 1972 : Revolver (La Poursuite implacalbe) de Sergio Sollima
- 1973 : Une baleine qui avait mal aux dents de Jacques Bral
- 1975 : Anatomie d'un rapport de lui-même
- 1975 : Genèse d'un repas de lui-même
- 1979 : Le Cinéma selon Luc Moullet, Carnets filmés de Gérard Courant (voix-off)
- 1980 : Cocktail Morlock de Gérard Courant
- 1980 : Chemins intermédiaires, Carnets filmés de Gérard Courant
- 1980 : Ma première brasse de lui-même
- 1982 : Liberty belle de Pascal Kané
- 1982 : Dérapage de Marie-Christine Questerbert
- 1982 : Film sur Jean Ray (court métrage de l'IDHEC) d'Arnaud Desplechin[réf. nécessaire]
- 1982 : Introduction de lui-même
- 1983 : La Mèche en bataille de Bernard Dubois
- 1983 : Les Havres de lui-même
- 1983 : Les Minutes d'un faiseur de films de lui-même
- 1984 : Barres de lui-même
- 1986 : L'Empire de Médor de lui-même
- 1987 : La Comédie du travail de lui-même
- 1987 : La Valse des médias de lui-même
- 1988 : Haute Sécurité de Jean-Pierre Bastid
- 1988 : Étoiles et baskets de Thomas Gilou
- 1988 : La Voleuse de Sophie Delaage
- 1988 : Essai d'ouverture de lui-même
- 1989 : Six crimes sans assassin de Bernard Stora
- 1989 : Les Sièges de l'Alcazar de lui-même
- 1990 : La Sept selon Jean et Luc de lui-même
- 1991 : Appellation non-contrôlée de Marie Bécheras
- 1991 : La Cabale des oursins de lui-même
- 1992 : L'Équipe de tournage du film Parpaillon de Luc Moullet, Portrait de groupe n°177 de Gérard Courant
- 1993 : À la belle étoile d'Antoine Desrosières
- 1993 : Télé de riches ou télé pauvre de Pascal Kané
- 1993 : Parpaillon de lui-même
- 1994 : Toujours plus de lui-même
- 1994 : Petits arrangements avec les morts de Pascale Ferran
- 1994 : Joséphine et Joanna de Julien Cunillera
- 1995 : Imphy, capitale de la France de lui-même
- 1996 : Chambéry-Les Arcs de Gérard Courant
- 1996 : Le Ventre de l'Amérique de lui-même
- 1996 : Velo Love, Carnets filmés de Gérard Courant
- 1996 : Le Ciel écarlate, Carnets filmés de Gérard Courant
- 1997 : J'ai horreur de l'amour de Laurence Ferreira Barbosa
- 1997 : Nous sommes tous des cafards de lui-même
- 1999 : Le Journal de Joseph M de Gérard Courant
- 1999 : Maurel et Mardy mendient de Antoine Desrosières
- 2000 : Tout est brisé, Carnets filmés de Gérard Courant
- 2000 : Luc Moullet, encore un effort pour être cinématonné de Gérard Courant
- 2000 : L'Homme des roubines de Gérard Courant
- 2000 : Marie-Christine Questerbert raconte Luc Moullet, Carnets filmés de Gérard Courant
- 2000 : Iliana Lolic fait l'éloge de Luc Moullet, Carnets filmés de Gérard Courant
- 2000 : Octopus de Natura de Marie-Christine Questerbert vu par Luc Moullet de Gérard Courant
- 2001 : 2000 Cinématons de Gérard Courant
- 2001 : Sans titre de lui-même
- 2001 : Luc Moullet, enfin cinématonné ? de Gérard Courant
- 2002 : Périssable paradis de Gérard Courant
- 2002 : Zones césariennes, Carnets filmés de Gérard Courant
- 2006 : La Leçon de guitare de Martin Rit
- 2007 : Luc Moullet lit Politique des acteurs, Lire n°61 de Gérard Courant
- 2007 : Le Prestige de la mort de lui-même
- 2007 : Jean-Luc selon Luc de lui-même
- 2009 : Tout était clair, Carnets filmés de Gérard Courant
- 2009 : Week-end à Cabrières-d'Avignon, Carnets filmés de Gérard Courant
- 2009 : La Terre de la folie de lui-même
- 2009 : Les Nuits de Sister Welsh de Jean-Claude Janer
- 2010 : Carnet de printemps, carnet d'été, Carnets filmés de Gérard Courant
- 2010 : Toujours moins de lui-même
- 2010 : La Définition d'une chose en soi de Antonia Carrara
- 2011 : Luc Moullet (Éric Pauwels et Jeon Soo-Il) à Manosque I, Carnets filmés de Gérard Courant
- 2011 : Luc Moullet à Manosque II, Carnets filmés de Gérard Courant
- 2011 : Luc Moullet (et Patricio Guzman) à Manosque III, Carnets filmés de Gérard Courant
- 2011 : La Rouge et la Noire de Isabelle Prim
- 2011 : Compression de Parpaillon de Luc Moullet de Gérard Courant
- 2013 : Une plage, un concours, une cérémonie et Zoé Chantre, Carnets filmés de Gérard Courant
- 2014 : On dirait qu'il va faire beau, Carnets filmés de Gérard Courant
- 2018 : L’Invraisemblable Cinématon de Luc Moullet de Gérard Courant
- 2018 : La Mauvaise Foix de Luc Moullet, Carnets filmés de Gérard Courant

### Producteur
- 1966 : Le Cyclomoteur de Paul-Louis Martin
- 1969 : Au pays natal de Paul-Louis Martin
- 1969 : La Peau dure de Jean-Michel Barjol
- 1970 : U.S.A. de Mosco
- 1970 : Aussi loin que mon enfance de Marilù Parolini
- 1970 : Le Cochon de Jean Eustache et Jean-Michel Barjol
- 1971 : Le Grand chien noir de Jean-Marie Nadaud
- 1971 : Une aventure de Billy le Kid de lui-même
- 1972 : Nathalie Granger de Marguerite Duras
- 1972 : Le Cabot de Jean-Pierre Letellier
- 1972 : Suite et fin des aventures de Ginette Dubois de Guy Marconnier
- 1975 : Anatomie d'un rapport de lui-même et Antonietta Pizzorno
- 1977 : Genèse d'un repas de lui-même

## Distinctions
- 1964 : Prix du Groupe des Trente pour Terres noires[10]
- 1966 : Prix spécial du jury du Festival de Hyères pour Brigitte et Brigitte
- 1976 : Mention spéciale du prix Extasy pour Anatomie d'un rapport
- 1978 : Prix du jury et prix Jean Riesser-Nadal au Festival de Lille pour Genèse d'un repas
- 1979 : Mention de l'Office catholique au Festival de Berlin (Allemagne) pour Genèse d'un repas
- 1987 : Prix des médias au Festival d'Orléans pour La Comédie du travail
- 1987 : Prix spécial du jury au Festival de Salsomaggiore Terme pour La Comédie du travail
- 1988 : Prix Jean-Vigo pour La Comédie du travail
- 1989 : Prix Canal + au Festival de Clermont-Ferrand pour Essai d'ouverture
- 2009 : Prix d'interprétation masculine au Festival de Groland pour La terre de la folie
- 2010 : Prix René Vautier catégorie distinctions pour Toujours moins
- 2018 : Prix Charles Brabant, décerné par la SCAM, pour l'ensemble de son œuvre

## Publications
- Fritz Lang, Seghers, 1963
- Politique des acteurs, Les Cahiers du cinéma, 1993
- Luc Moullet. Notre Alpin quotidien, entretien avec Emmanuel Burdeau et Jean Narboni, Capricci, 2009
- Piges Choisies (de Griffith à Ellroy), Capricci, 2009
- Le Rebelle de King Vidor : les arêtes vives, Yellow Now, 2009
- Cecil B. DeMille, l’empereur du mauve, Capricci, 2012
- Mémoires d'une savonnette indocile, Capricci, 2021